# Kizilkum
Kizilkum (ponegdje i Qyzylqum; uzbečki: Qizilqum; kazaški: Қызылқұм) je pustinja u središnjoj Aziji, jedanaesta pustinja po veličini, površine oko 298,000 km², a nalazi se na prostoru država Kazahstan, Uzbekistan i Turkmenistan. Pustinja Kizilkum je smještena između rijeka Amu-Darja i Sir-Darja, na nadmorskoj visini od 300 metara. 
Ime pustinje na turskom, uzbečkom i kazaškom jeziku znači "Crveni pijesak".